# 4/5
4/5 is een lied van de Nederlandse rapper Ronnie Flex. Het werd in 2017 als single uitgebracht en stond in 2018 als zesde track op het album Nori.

## Achtergrond
4/5 is geschreven door Ronell Plasschaert, Bryan du Chatenier en Galeyn Tenhaeff en geproduceerd door Trobi. Het is een nummer uit het genre nederhop en trap. In het lied rapt de artiest over hoe hij veel meiden kan versieren en hoeveel geld hij heeft. Het nummer was onderdeel van de soundtrack van de film Patser uit 2018. De beat voor het nummer is een van de eerste die Trobi maakte als producer voor Nederlandse hiphop. De single heeft in Nederland de platinastatus.

## Hitnoteringen
De rapper had succes met het lied in de hitlijsten van Nederland. Het piekte op de tweede plaats van de Nederlandse Single Top 100 en stond 21 weken in deze hitlijst. De Nederlandse Top 40 werd niet bereikt; het kwam hier tot de eerste plaats van de Tipparade. Er was ook geen notering in de Vlaamse Ultratop 50, maar wel de zevende plek in de Ultratip 100.